# Estación de Cuatro Caminos
Cuatro Caminos es una estación de las líneas 1, 2 y 6 del Metro de Madrid situada bajo la glorieta de Cuatro Caminos, en el límite entre los distritos de Chamberí y Tetuán.
La estación tiene la particularidad de ser la estación más profunda del Metro de Madrid: los andenes de la línea 6 se encuentran a 45 m por debajo del nivel de la calle. En términos de profundidad absoluta (altitud con respecto al nivel del mar) no es la más profunda de la red, otras estaciones de la línea 6 se encuentran a menor altitud sobre el nivel del mar.

## Historia
Cuatro Caminos es una de las 8 estaciones del primer tramo inaugurado del Metro de Madrid (Sol - Cuatro Caminos), el 17 de octubre de 1919 por Alfonso XIII. Los andenes tenían en un principio 60 m, y fueron ampliados a 90 m (hacia el sur) en los años 60 creando un nuevo acceso. Se encuentran situados bajo la calle de Santa Engracia, de igual manera que el vestíbulo, muy próximos a la glorieta de Cuatro Caminos. El 6 de marzo de 1929 se amplió la línea 1 desde Cuatro Caminos hasta Tetuán, dejando de ser estación terminal.
Los andenes de la línea 2 fueron inaugurados el 10 de septiembre de 1929 por la ampliación de la línea 2 desde Quevedo hasta Cuatro Caminos, siendo desde entonces final de línea. La estación tiene un andén central y uno lateral de 60 m de largo. Es la única junto con Argüelles y Puerta de Arganda con esta disposición, y a la vez siendo la única estación de la línea 2 (ya que el resto de estaciones de esa línea disponen de dos andenes laterales). Se encuentran los andenes bajo la calle de Bravo Murillo, al sur de la Glorieta de Cuatro Caminos a la misma profundidad que los de la línea 1.
Y el 11 de octubre de 1979 se inauguraron los andenes de la línea 6 con el primer tramo de la misma (Cuatro Caminos - Pacífico). Más adelante, el 13 de enero de 1987, se prolongaría esta línea desde Cuatro Caminos hasta Ciudad Universitaria. Los andenes se sitúan a más profundidad que los de las otras líneas y bajo la calle Raimundo Fernández Villaverde inmediatamente al este de la Glorieta de Cuatro Caminos. La estación de línea 6 fue reformada cambiando paredes de mármol por vítrex blanco.
Cuando se desmontó el paso elevado sobre la glorieta y se construyó el paso subterráneo para automóviles (2004-2005), se ubicó éste en el espacio libre del subsuelo que quedaba entre las líneas 1 y 2 y la línea 6, dejando en ese momento el hueco preparado para que la estación pueda en el futuro acoger la prolongación de la línea 3 de metro desde Moncloa pasando por Islas Filipinas.
Desde el 3 de julio de 2016, los andenes de la línea 1 en la estación permanecieron cerrados por las obras de mejora de las instalaciones de la línea entre las estaciones de Plaza de Castilla y Sierra de Guadalupe. La finalización de las obras estaba prevista para el 12 de noviembre de 2016, pero la estación se convirtió en cabecera provisional del tramo norte de la línea 1 el 14 de septiembre de 2016, al reabrirse los tramos Plaza de Castilla-Cuatro Caminos y Alto del Arenal-Sierra de Guadalupe por finalización de los trabajos. En estos dos tramos, los trabajos realizados consistieron en la limpieza y consolidación del túnel, la instalación de la catenaria rígida y el montaje del resto de instalaciones y servicios. La reanudación total del servicio de la línea 1 en la estación se produjo el 13 de noviembre de 2016, cuando se restableció el servicio entre las estaciones de Cuatro Caminos y Atocha Renfe. En este otro tramo, las actuaciones llevadas a cabo fueron: la impermeabilización y consolidación del túnel, el más antiguo del suburbano madrileño, que fue reforzado mediante inyecciones de cemento y proyecciones especiales de hormigón con mallas metálicas de apoyo, y la instalación de la catenaria rígida, así como el montaje del resto de instalaciones y servicios.
El 1 de abril de 2017 se eliminó el horario especial de todos los vestíbulos que cerraban a las 21:40 y la inexistencia de personal en dichos vestíbulos.
Los días 15, 20, 23, 27 y 30 de julio y 3, 5 y 7 de agosto de 2021, los andenes de la línea 2 cerraron a las 22 h (en lugar de la 1:30) por obras en el tramo Quevedo-Cuatro Caminos. Las líneas 1 y 6 no se vieron afectadas.
Entre 2021 y 2022 ha sido reformada: se cambió el vestíbulo y los andenes de las líneas 1 y 2 por azulejos blancos; el mural de la línea 2 muestra una exposición cronológica del servicio de metro, desde su apertura en 1919 hasta la actualidad y la boca de acceso Reina Victoria (pares) recuperó el tótem histórico que se conservaba antiguamente, con el nombre de la estación grabado en su columna.

## Servicios
La estación cuenta con acceso para personas con movilidad reducida (seis ascensores) desde 2004, y tiene también un quiosco de prensa, un quiosco de la ONCE, y dos cajeros automáticos.

## Accesos
Vestíbulo Central
- Reina Victoria, impares Gta. Cuatro Caminos (esquina Av. Reina Victoria, 1)
- Santa Engracia C/ Santa Engracia, 168 (semiesquina C/ Raimundo Fernández Villaverde)
- Reina Victoria, pares Av. Reina Victoria, 2 (próximo a Hospital de la Cruz Roja)
- Bravo Murillo C/ Bravo Murillo, 101 (esquina Gta. Cuatro Caminos)
- Ascensor exterior C/ Santa Engracia (semiesquina C/ Bravo Murillo)

Vestíbulo Maudes
- Maudes C/ Maudes, 8. Acceso a andenes de Línea 1

## Líneas y conexiones

### Metro
| << cabecera        | < estación      | línea | estación >         | cabecera >>        |
| ------------------ | --------------- | ----- | ------------------ | ------------------ |
| Pinar de Chamartín | Alvarado        |       | Ríos Rosas         | Valdecarros        |
| Las Rosas          | Canal           |       | final de línea     | final de línea     |
| Guzmán el Bueno    | Guzmán el Bueno |       | Nuevos Ministerios | Nuevos Ministerios |

### Autobuses

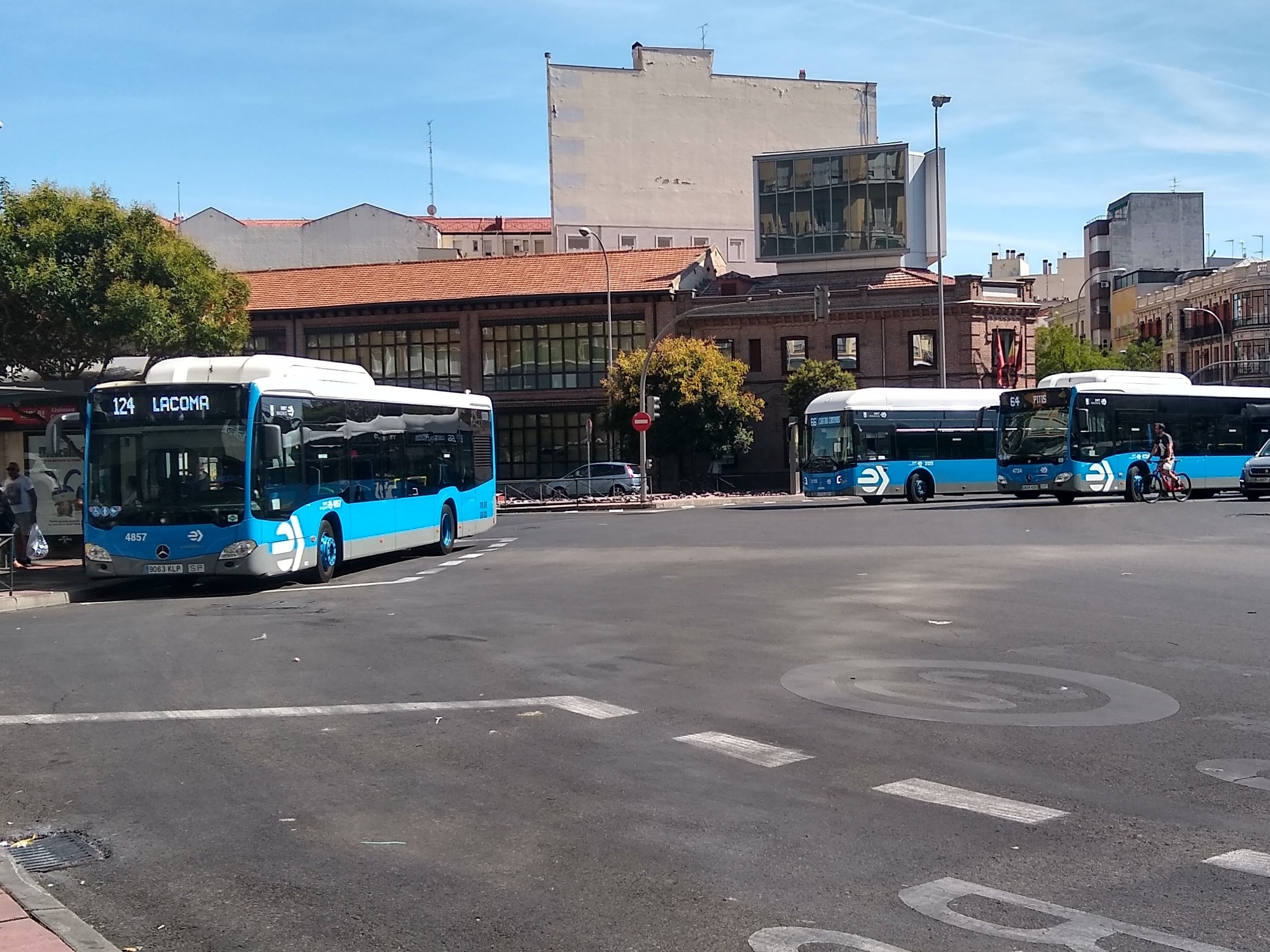
Autobuses en Cuatro Caminos

| Diurnos                                  |                                           |                                                           |
| Autobuses con cabecera en Cuatro Caminos |                                           |                                                           |
| Línea                                    | Destino                                   | Parada                                                    |
| 37                                       | Puente de Vallecas                        | 1381 CUATRO CAMINOS (C/ Bravo Murillo, 87)                |
| 64                                       | Pitis                                     | 1566 CUATRO CAMINOS                                       |
| C1                                       | Embajadores (Moncloa > Puente de Segovia) | 1890 CUATRO CAMINOS (C/ Raimundo Fernández Villaverde, 2) |
| C2                                       | Embajadores (Av. de América > Atocha)     | 1940 CUATRO CAMINOS (C/ Raimundo Fernández Villaverde, 1) |
| F                                        | Ciudad Universitaria                      | 2480 CUATRO CAMINOS (Av. Reina Victoria, 4)               |
| 127                                      | Ciudad de los Periodistas                 | 2481 CUATRO CAMINOS (Av. Reina Victoria, 6)               |
| 128                                      | Barrio del Pilar                          | 2482 CUATRO CAMINOS                                       |
| 66                                       | Fuencarral                                | 3219 CUATRO CAMINOS                                       |
| 124                                      | Lacoma                                    | 4966 CUATRO CAMINOS                                       |
| Autobuses pasantes en Cuatro Caminos     |                                           |                                                           |
| Línea                                    | Destino                                   | Parada                                                    |
| 3                                        | Puerta de Toledo                          | 1419 CUATRO CAMINOS (C/ Bravo Murillo, 91)                |
| 45                                       | Legazpi                                   | 1419 CUATRO CAMINOS (C/ Bravo Murillo, 91)                |
| 149                                      | Tribunal                                  | 1419 CUATRO CAMINOS (C/ Bravo Murillo, 91)                |
| 3                                        | San Amaro                                 | 1420 CUATRO CAMINOS (C/ Santa Engracia, 162)              |
| 45                                       | Reina Victoria                            | 1420 CUATRO CAMINOS (C/ Santa Engracia, 162)              |
| 149                                      | Plaza de Castilla                         | 1420 CUATRO CAMINOS (C/ Santa Engracia, 162)              |
| Nocturnos                                |                                           |                                                           |
| Autobuses con cabecera en Cuatro Caminos |                                           |                                                           |
| Línea                                    | Destino                                   | Parada                                                    |
| NC1                                      | Circular 1 (> Manuel Becerra - Atocha)    | 1890 CUATRO CAMINOS (C/ Raimundo Fernández Villaverde, 2) |
| NC2                                      | Circular 2 (> Pza. España - Atocha)       | 1940 CUATRO CAMINOS (C/ Raimundo Fernández Villaverde, 1) |
| Autobuses pasantes en Cuatro Caminos     |                                           |                                                           |
| Línea                                    | Destino                                   | Parada                                                    |
| N23                                      | Cibeles                                   | 1419 CUATRO CAMINOS (C/ Bravo Murillo, 91)                |
| N23                                      | Montecarmelo                              | 1420 CUATRO CAMINOS (C/ Santa Engracia, 162)              |

## Curiosidades
Al noroeste de la Ciudad de México, existe una estación de metro del mismo nombre que coincide con el final de la línea 2 (azul) de la red.

## Imágenes

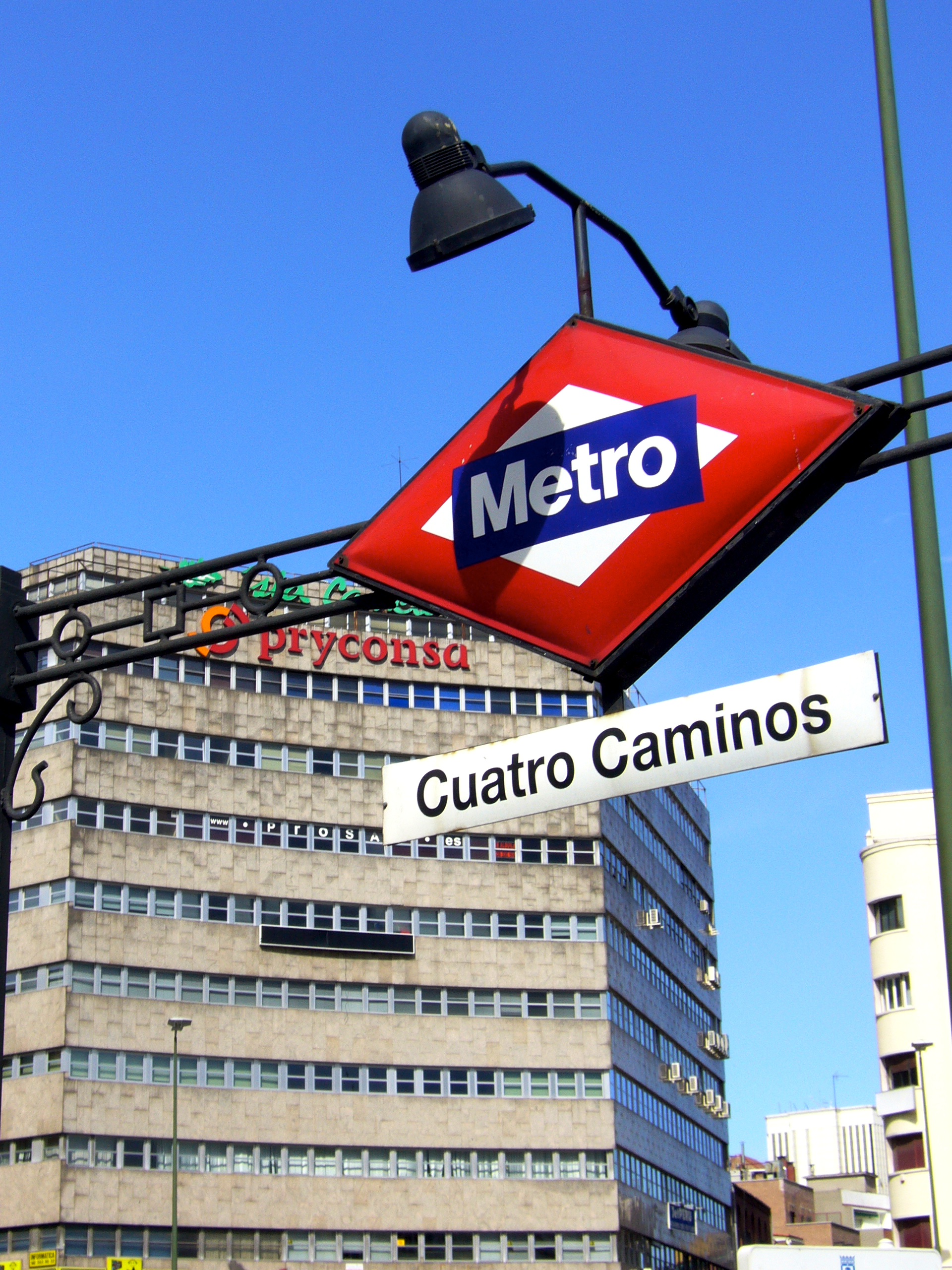
Señalización de acceso
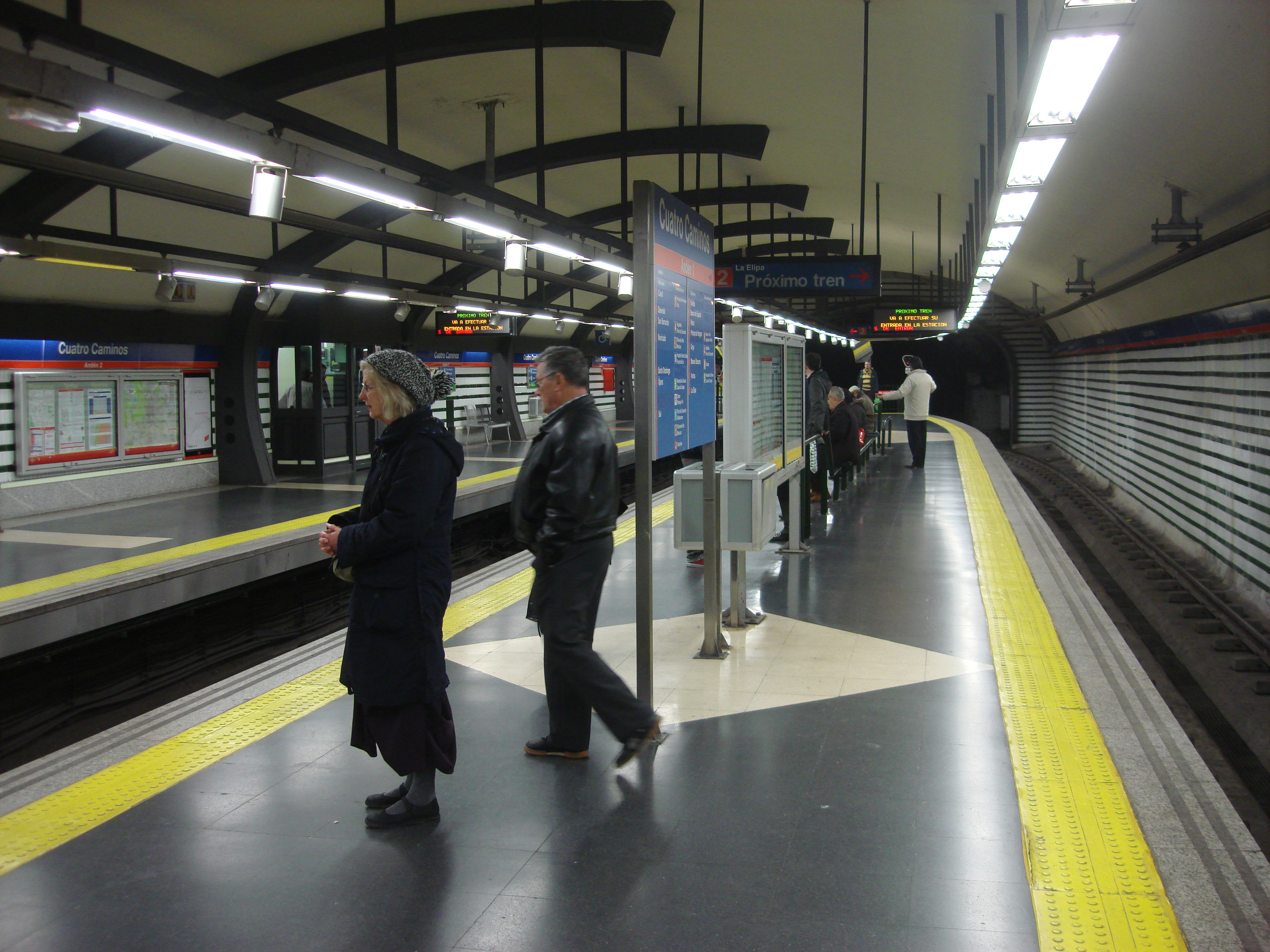
Andén central de la línea 2 antes de ser reformada
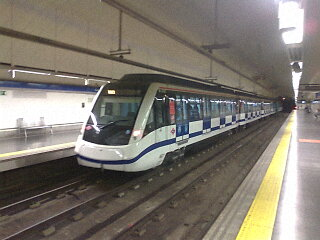
Andenes de la línea 6
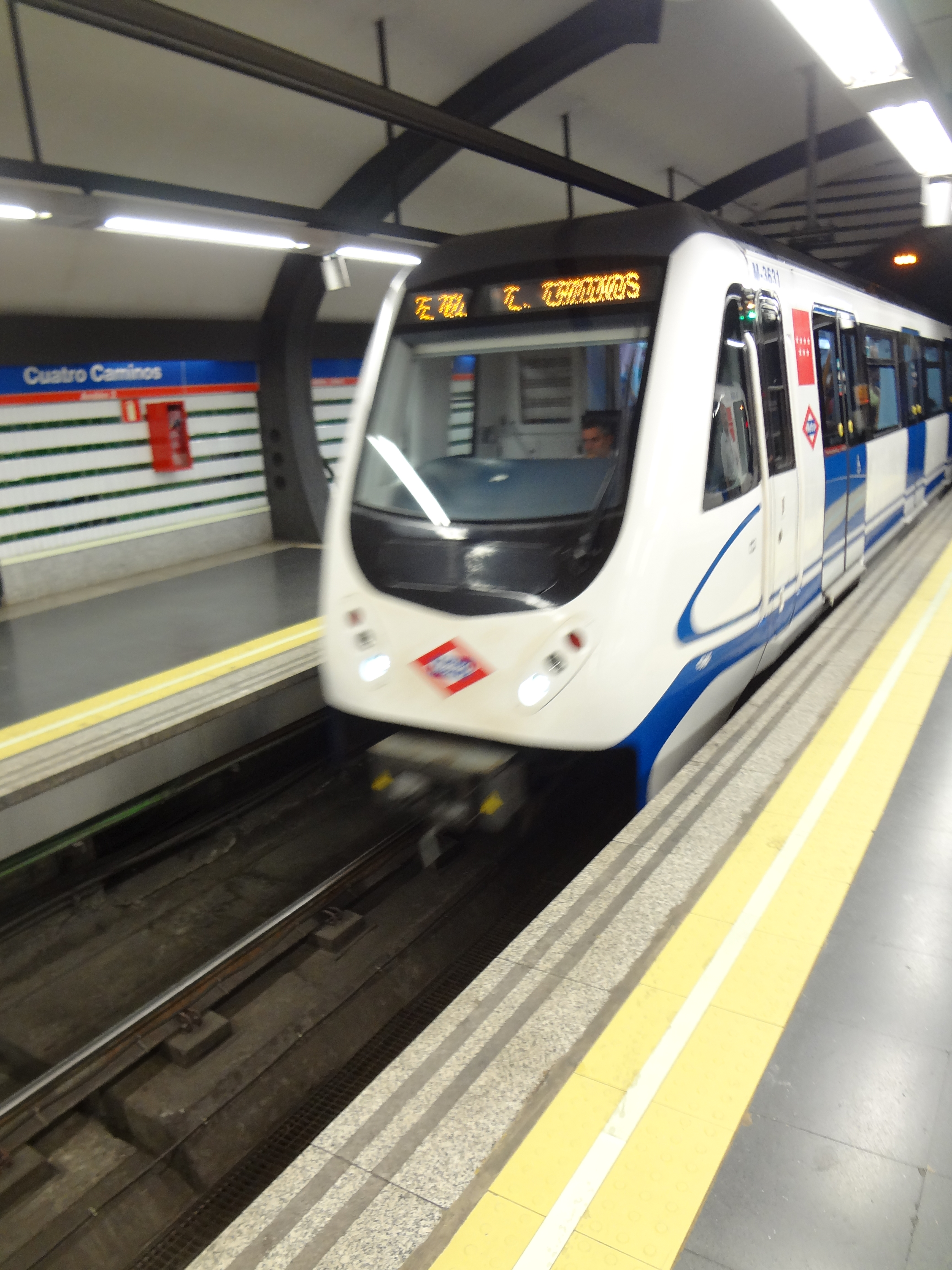
Andenes de la línea 2 antes de ser reformada
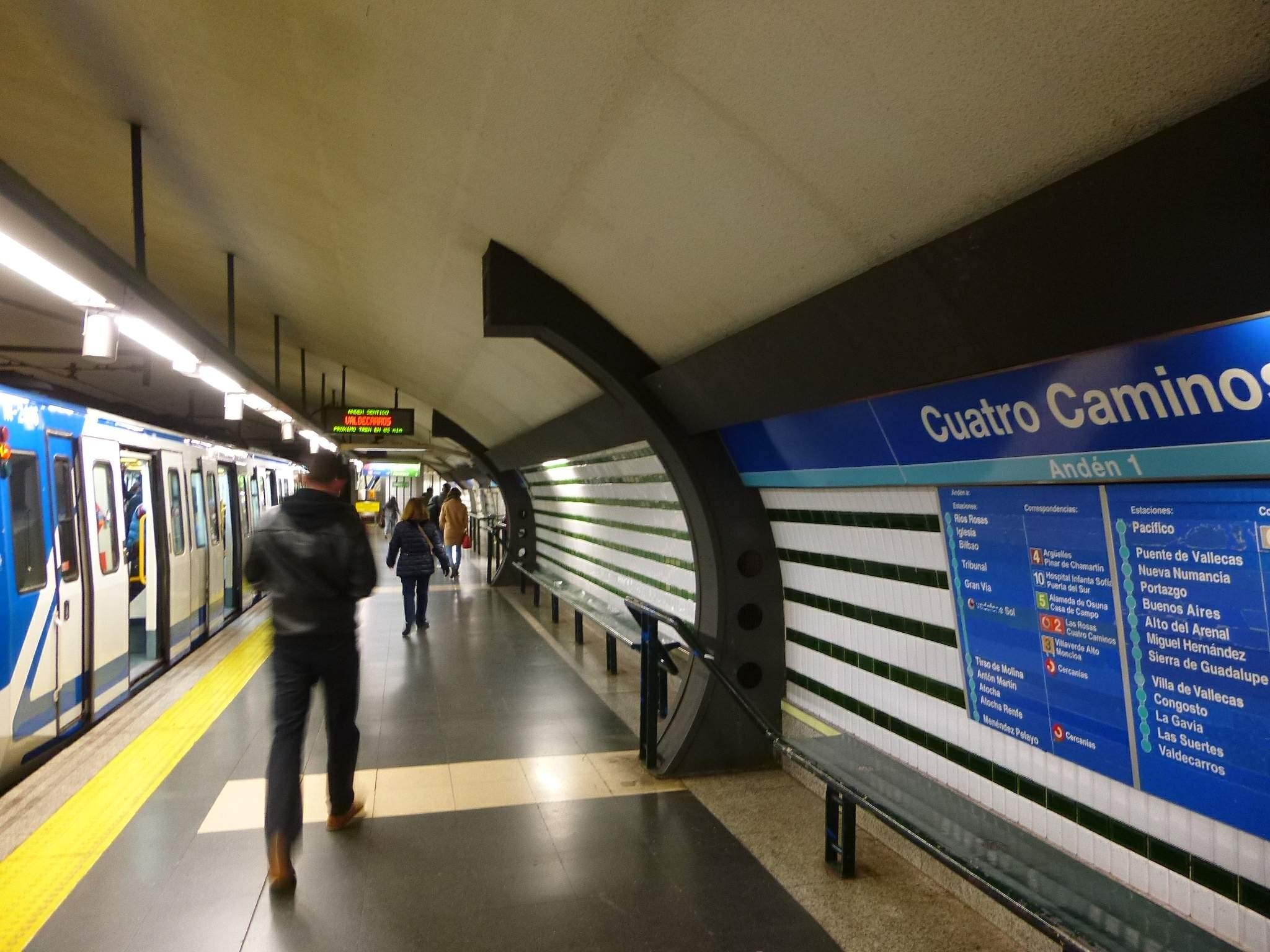
Andén de la línea 1 antes de ser reformada
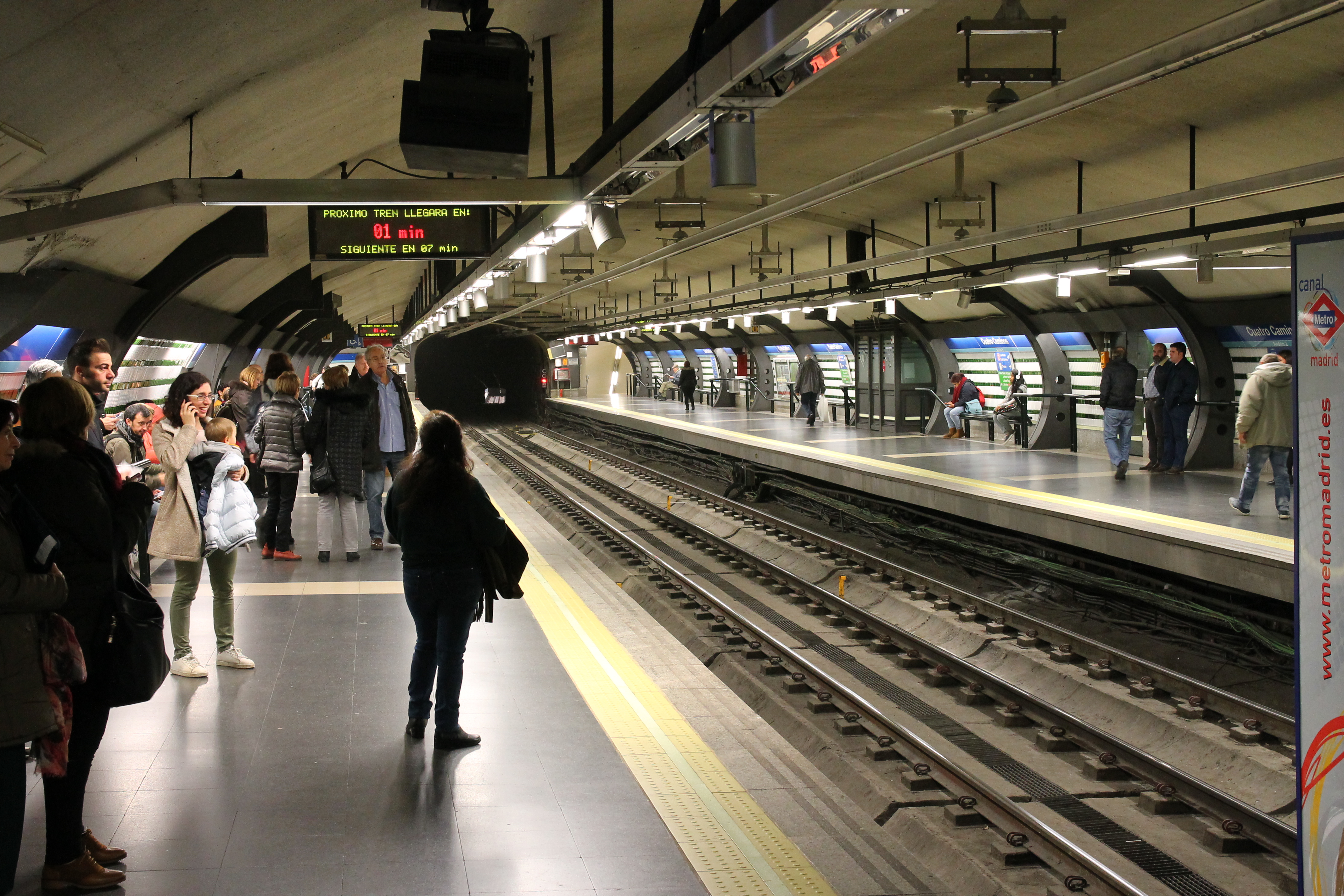
Andenes de la línea 1 antes de ser reformada
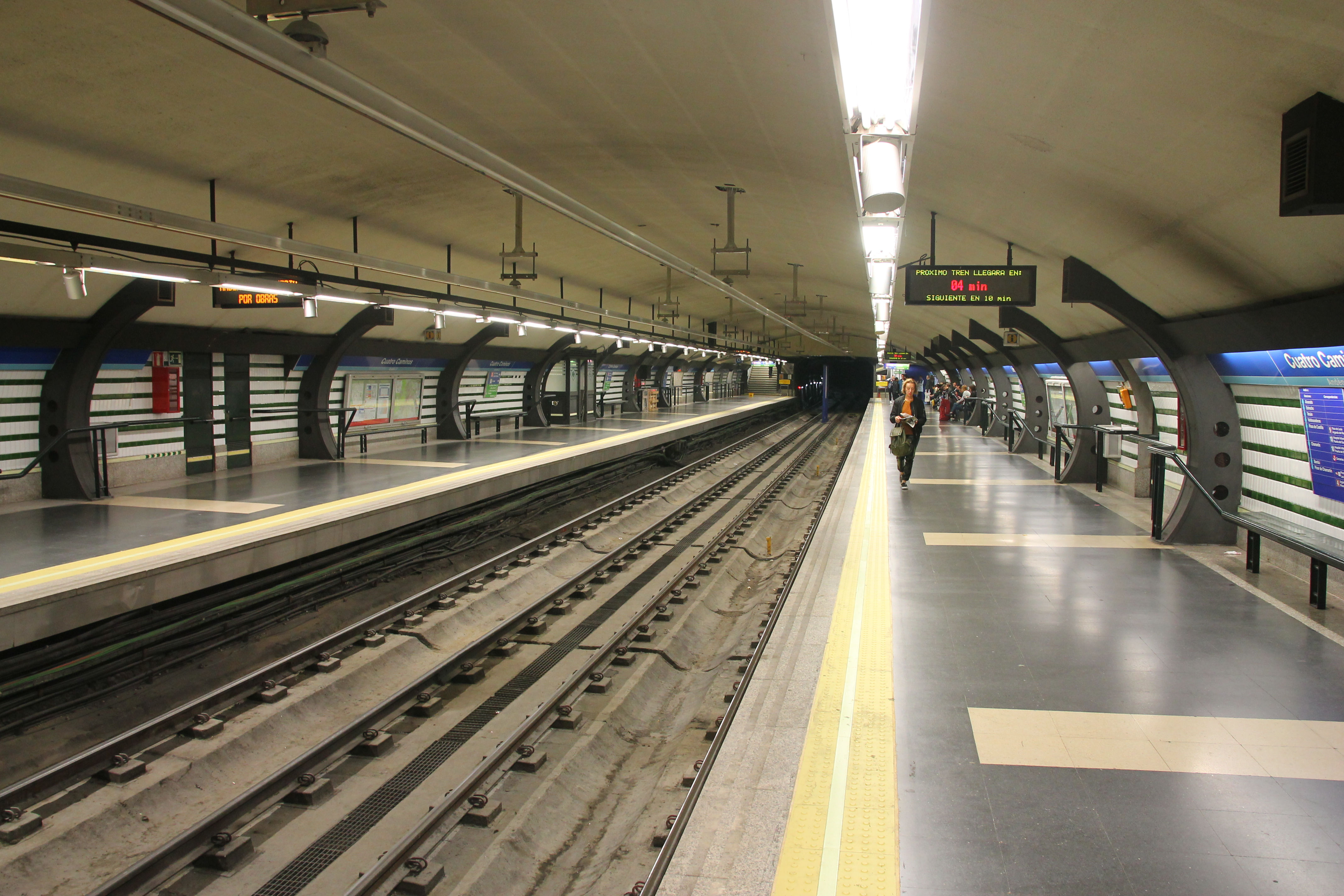
Andenes de la línea 1 antes de ser reformada
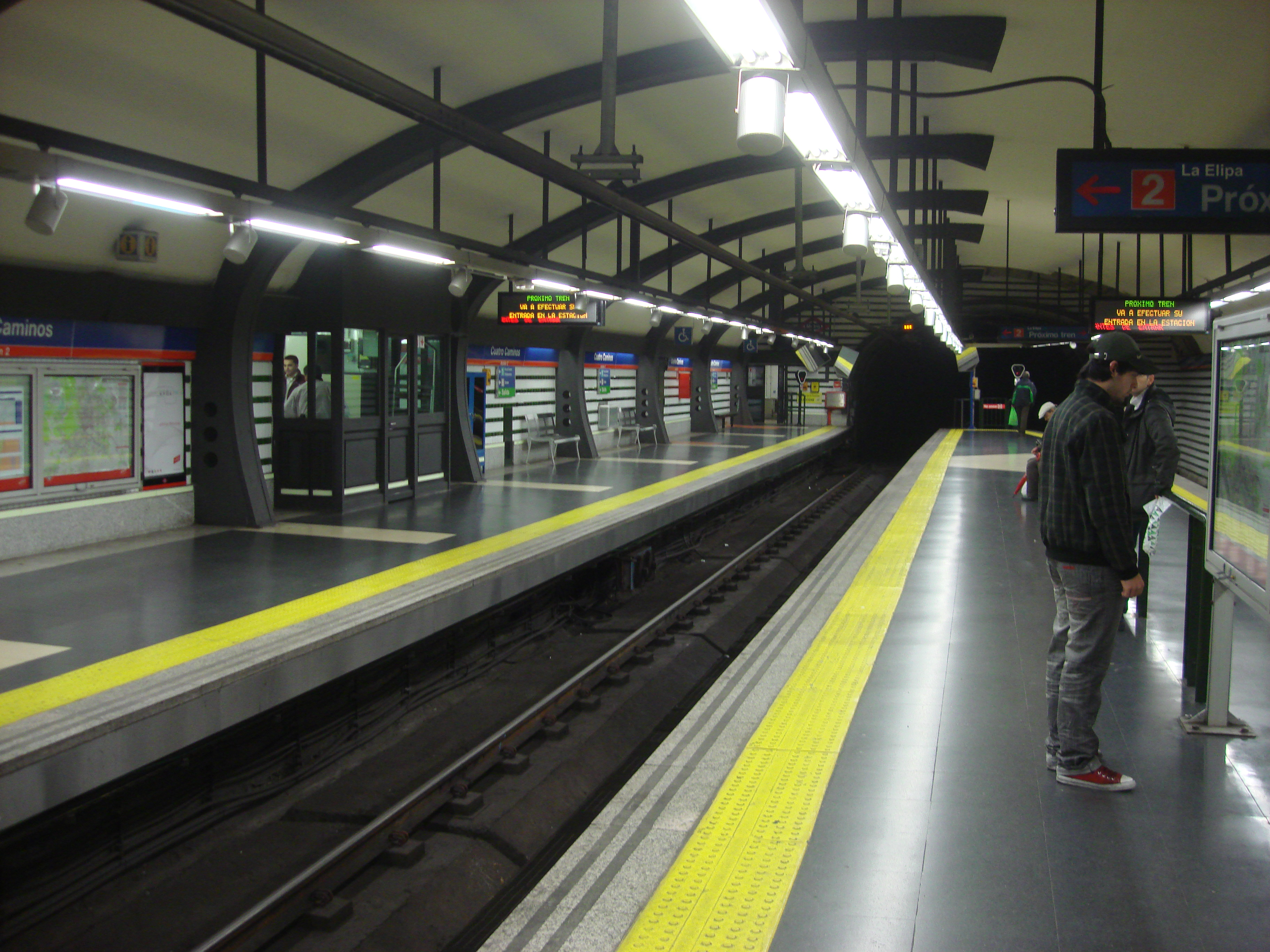
Andén central de la línea 2 antes de ser reformada
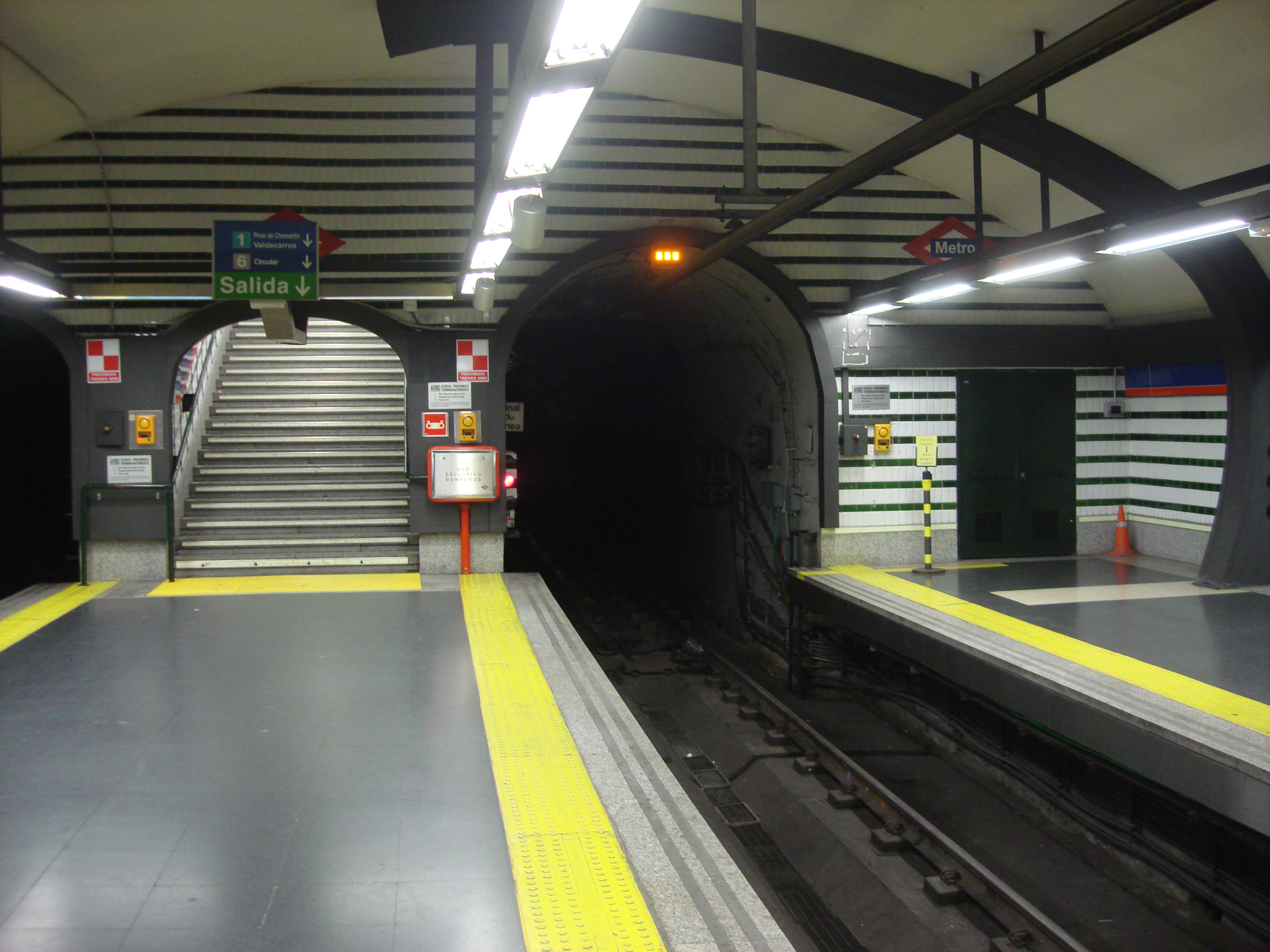
Final de andenes y escaleras de transbordo a líneas 1 y 6 antes de ser reformada
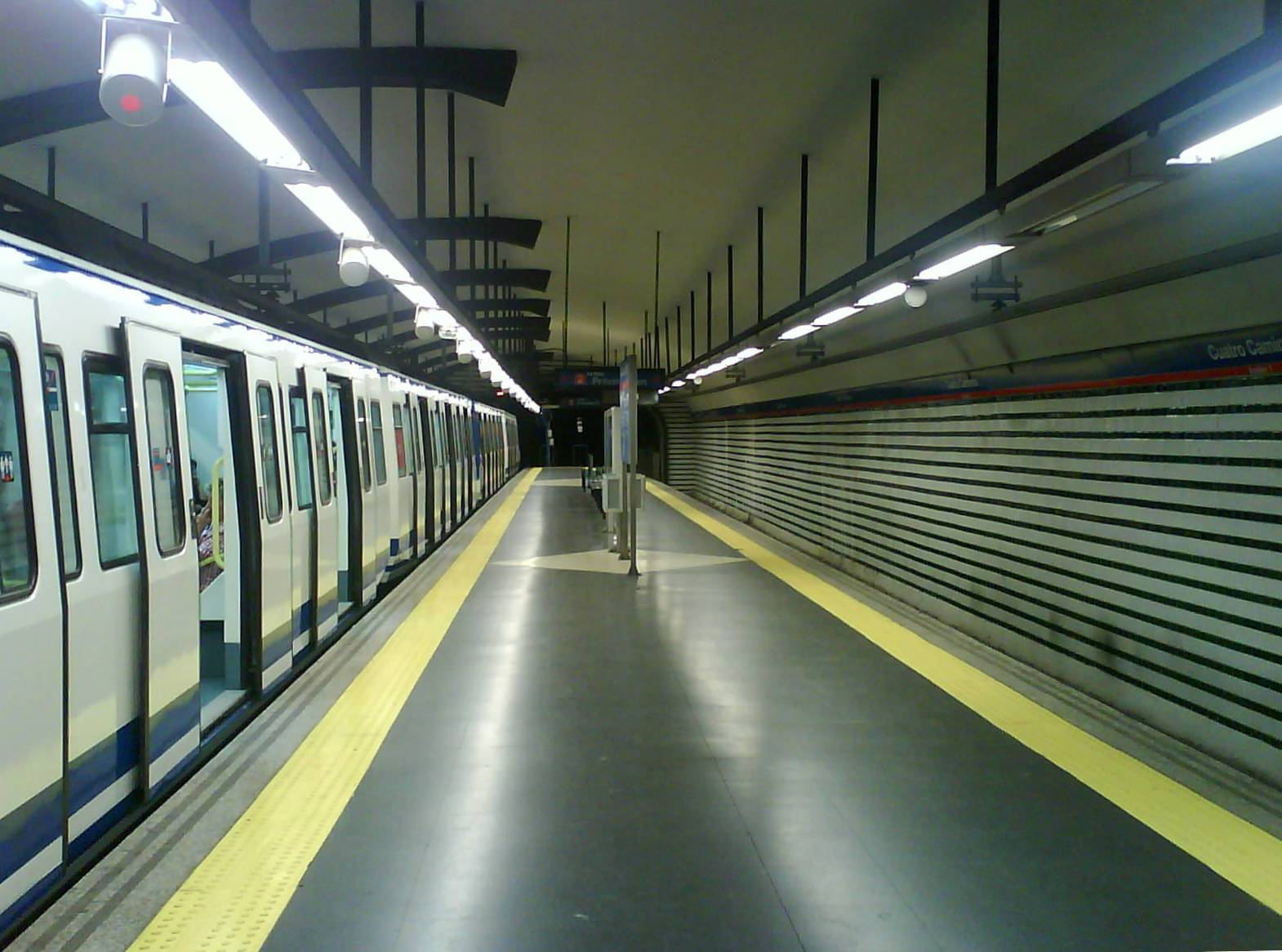
Andén central de la línea 2 antes de ser reformada
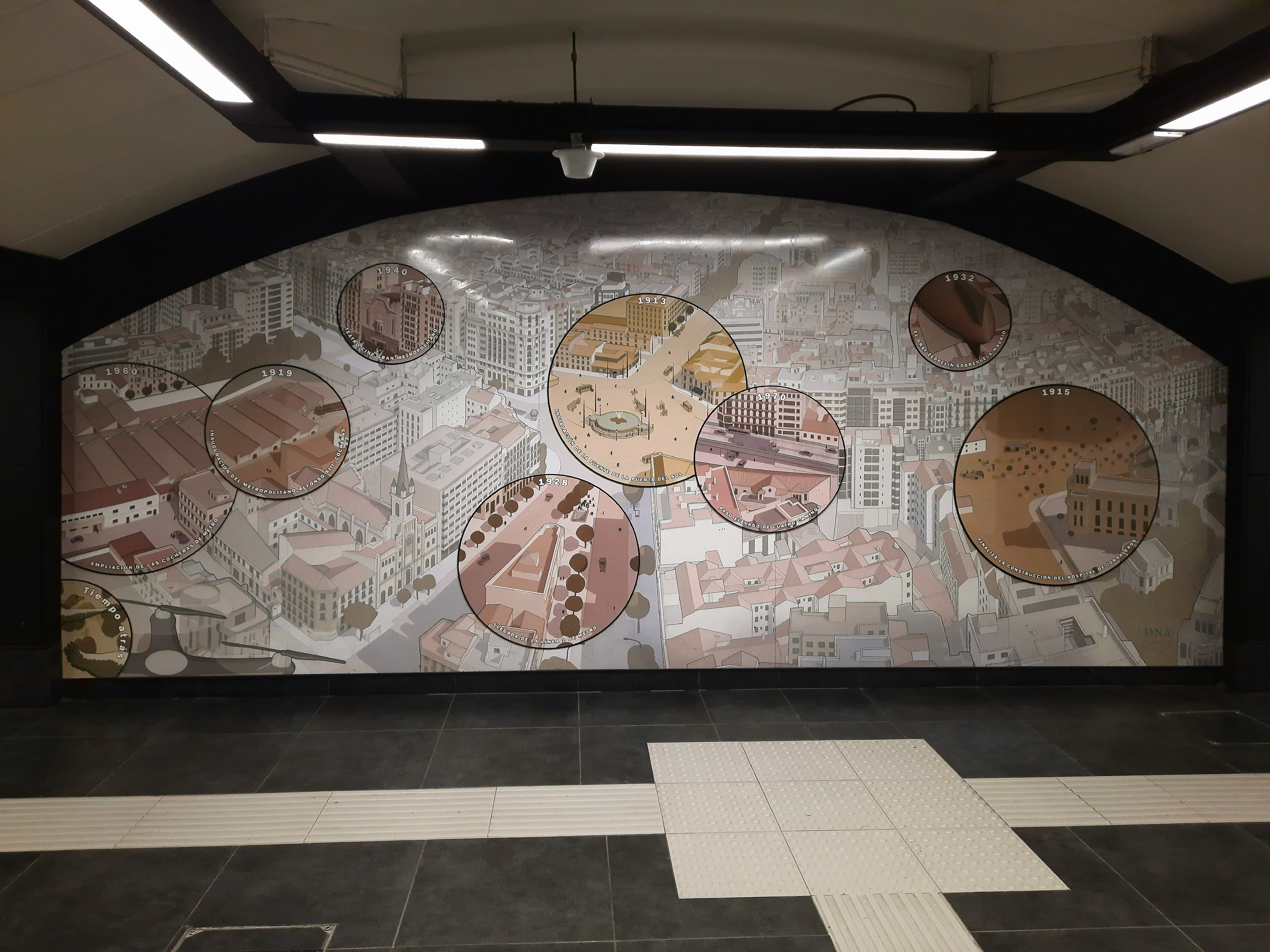
Mural de Cuatro Caminos en la Historia
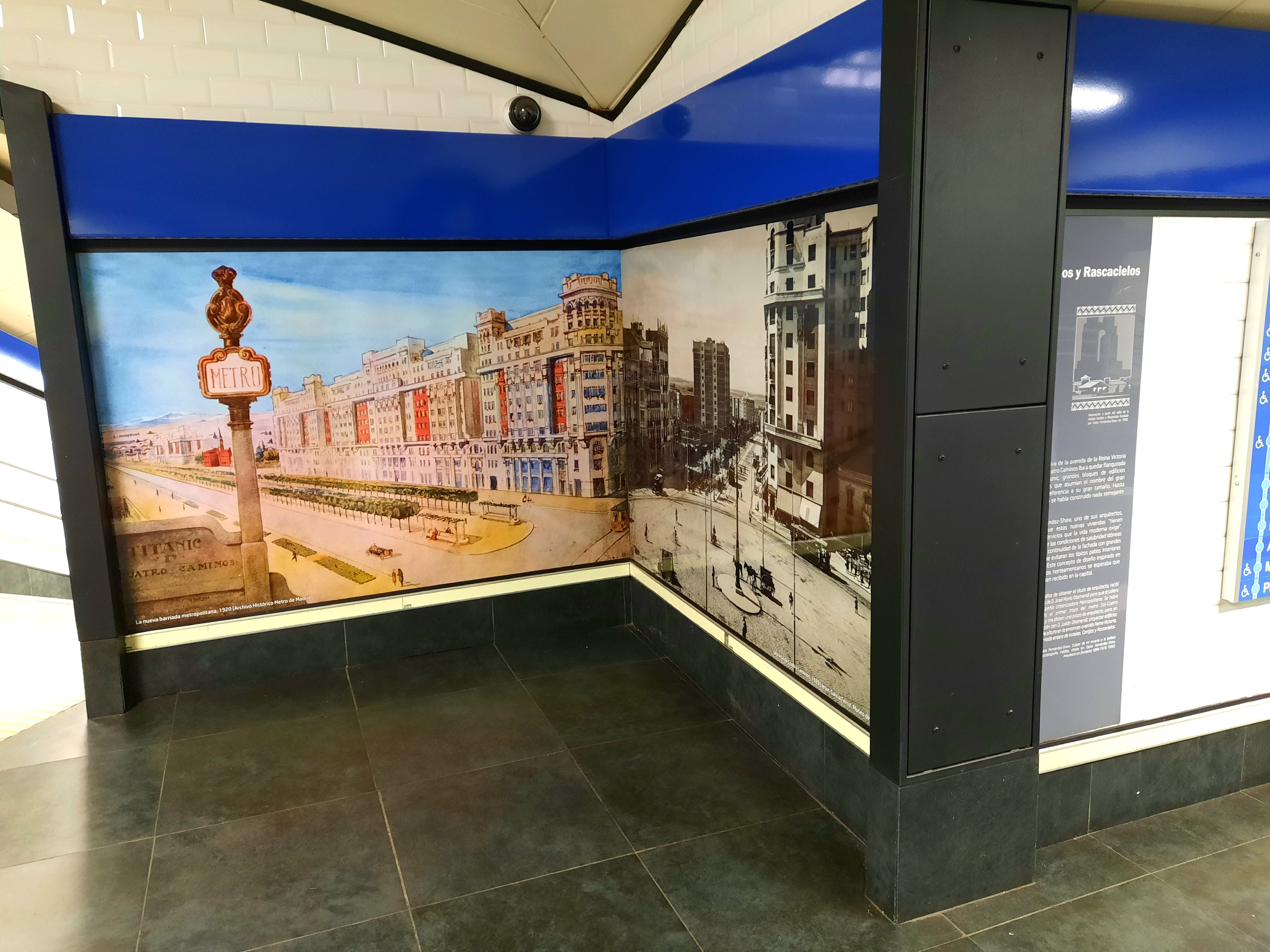
Mural de Cuatro Caminos Antiguo
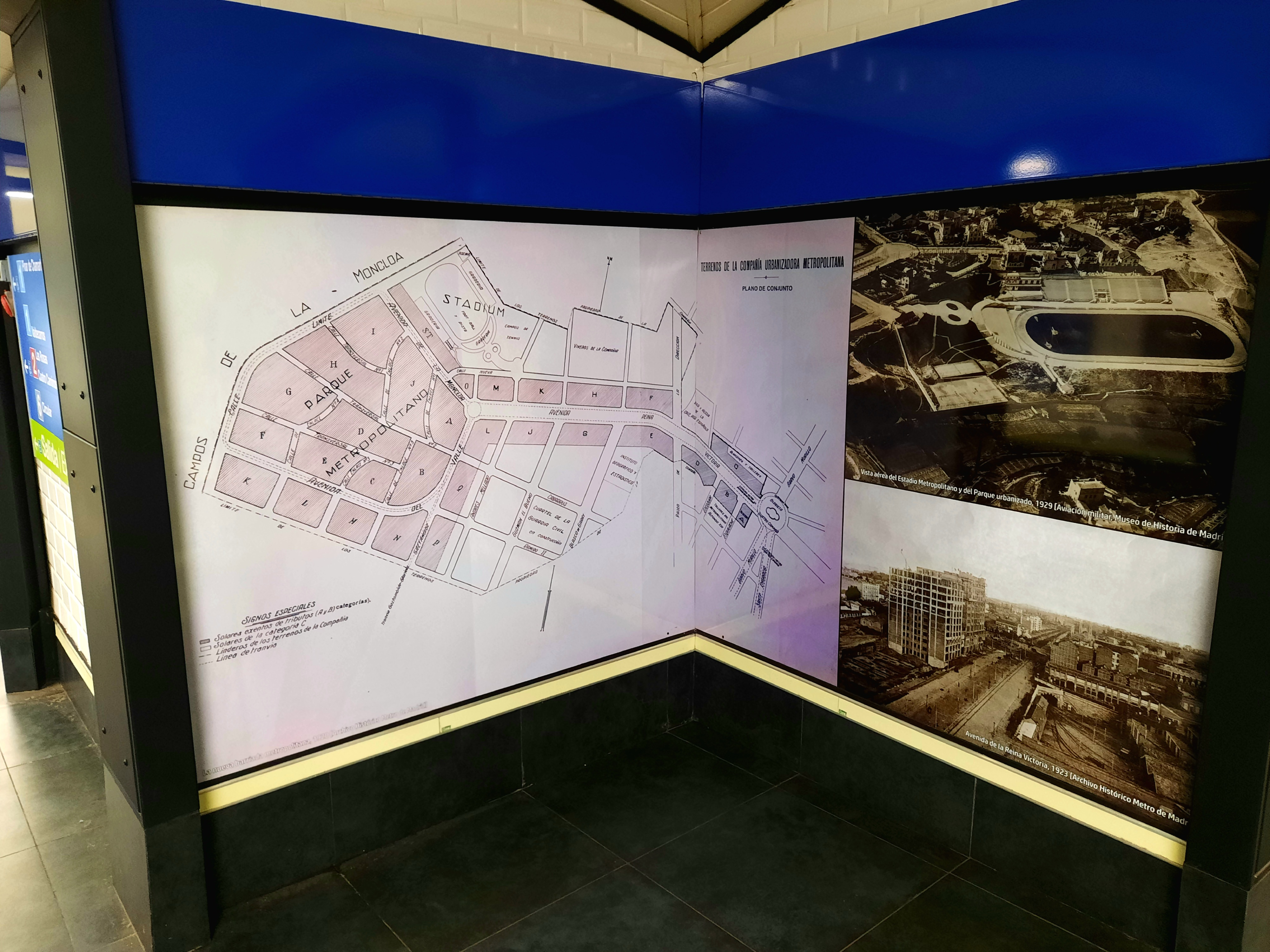
Mural del Mapa e imágenes de los Terrenos de la Compañía Urbanizadora Metropolitana.
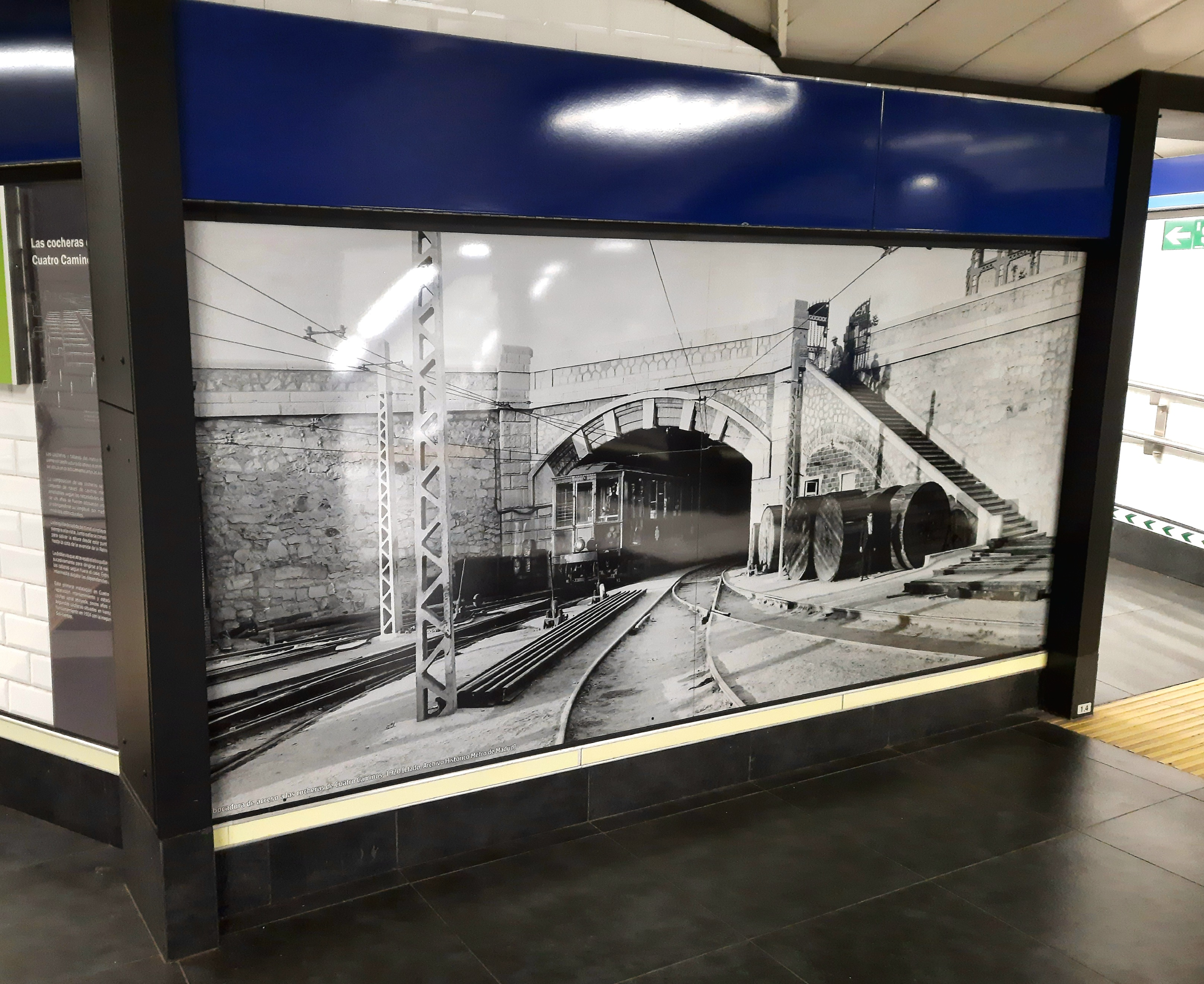
Mural del Coche de Cuatro Caminos entrando a las cocheras
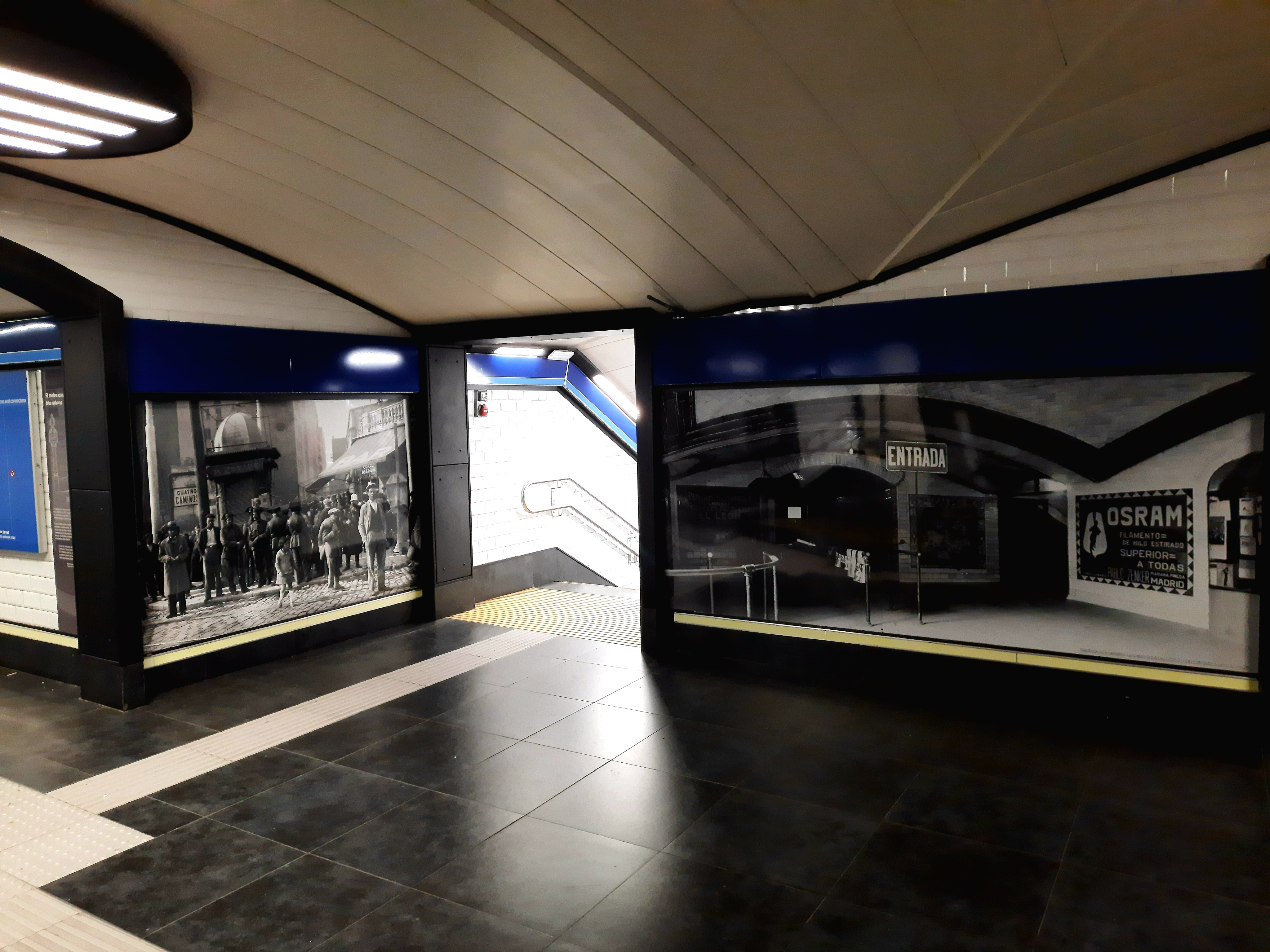
Imágenes Antiguas del Vestíbulo de la estación
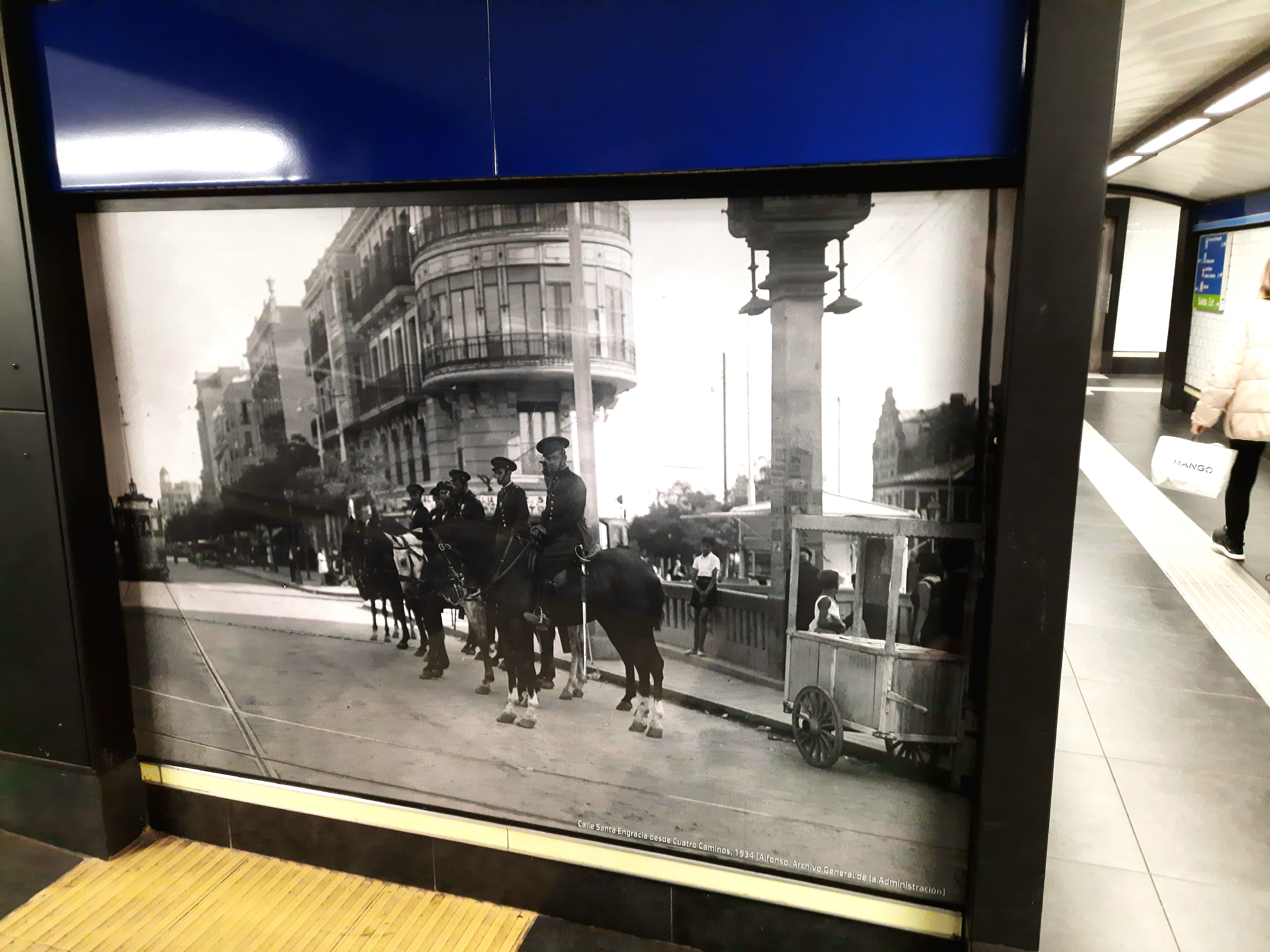
Imágen del acceso antiguo a la estación
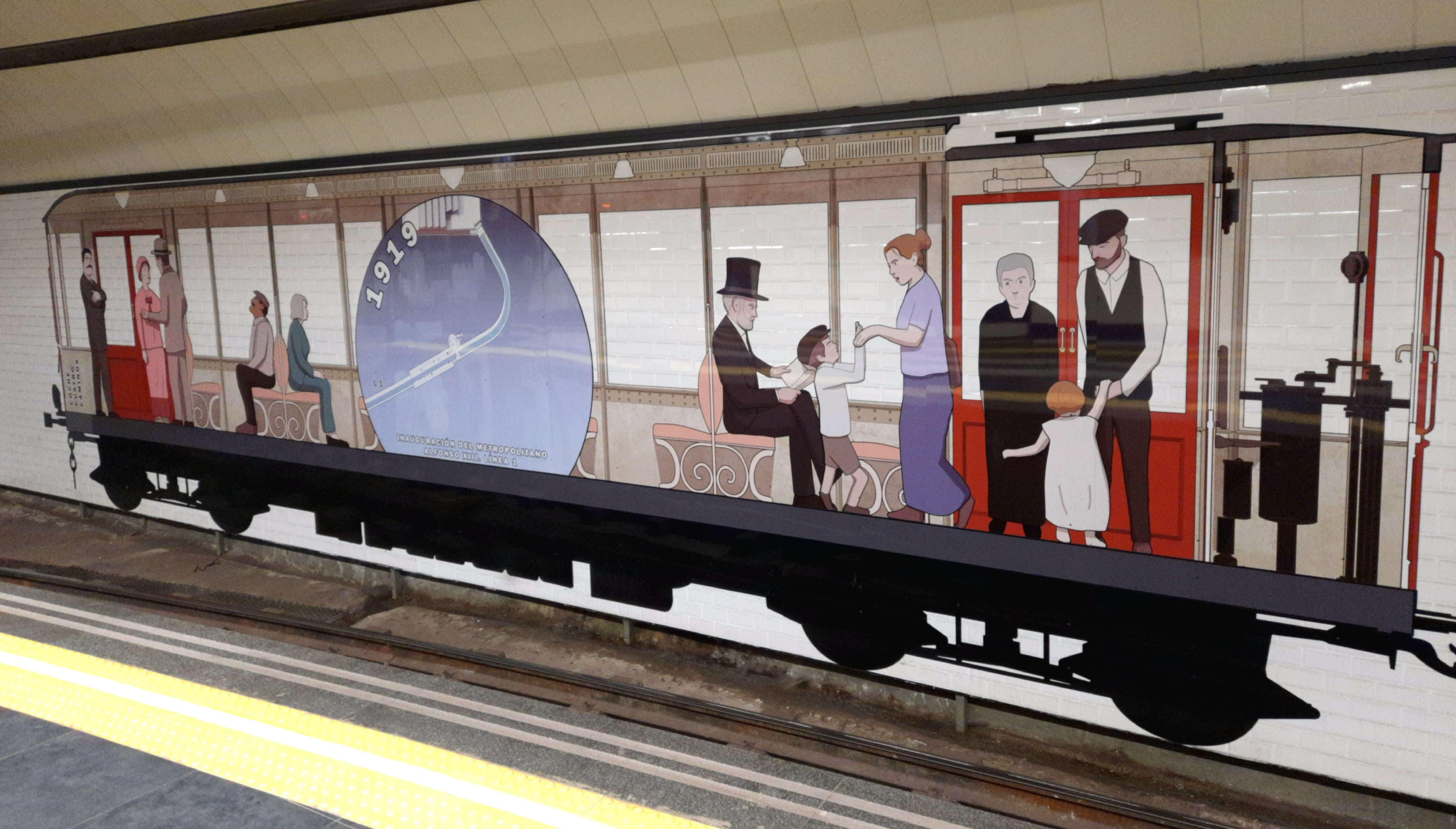
Mural del Coche de Cuatro Caminos
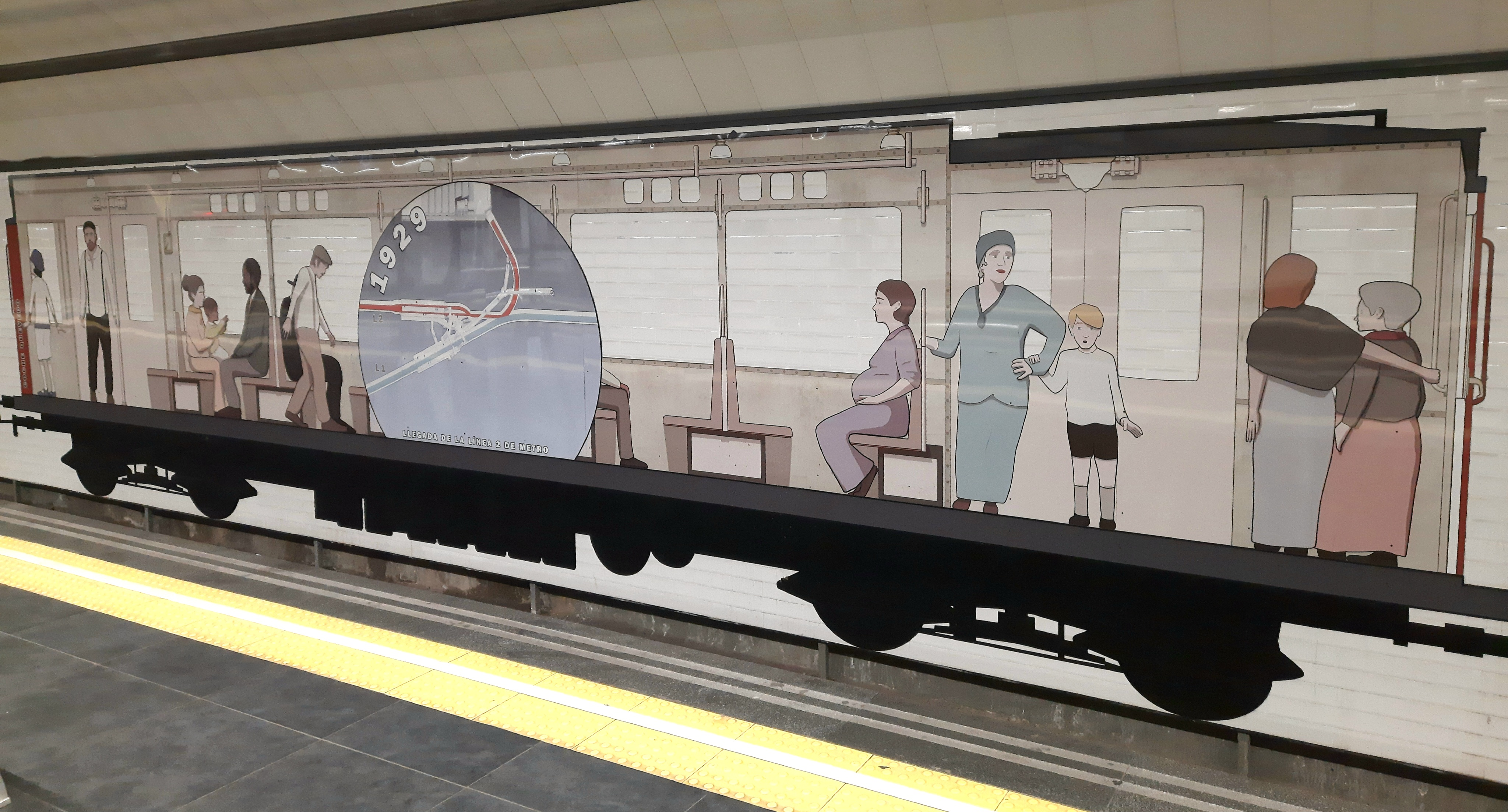
Mural del Coche Quevedo
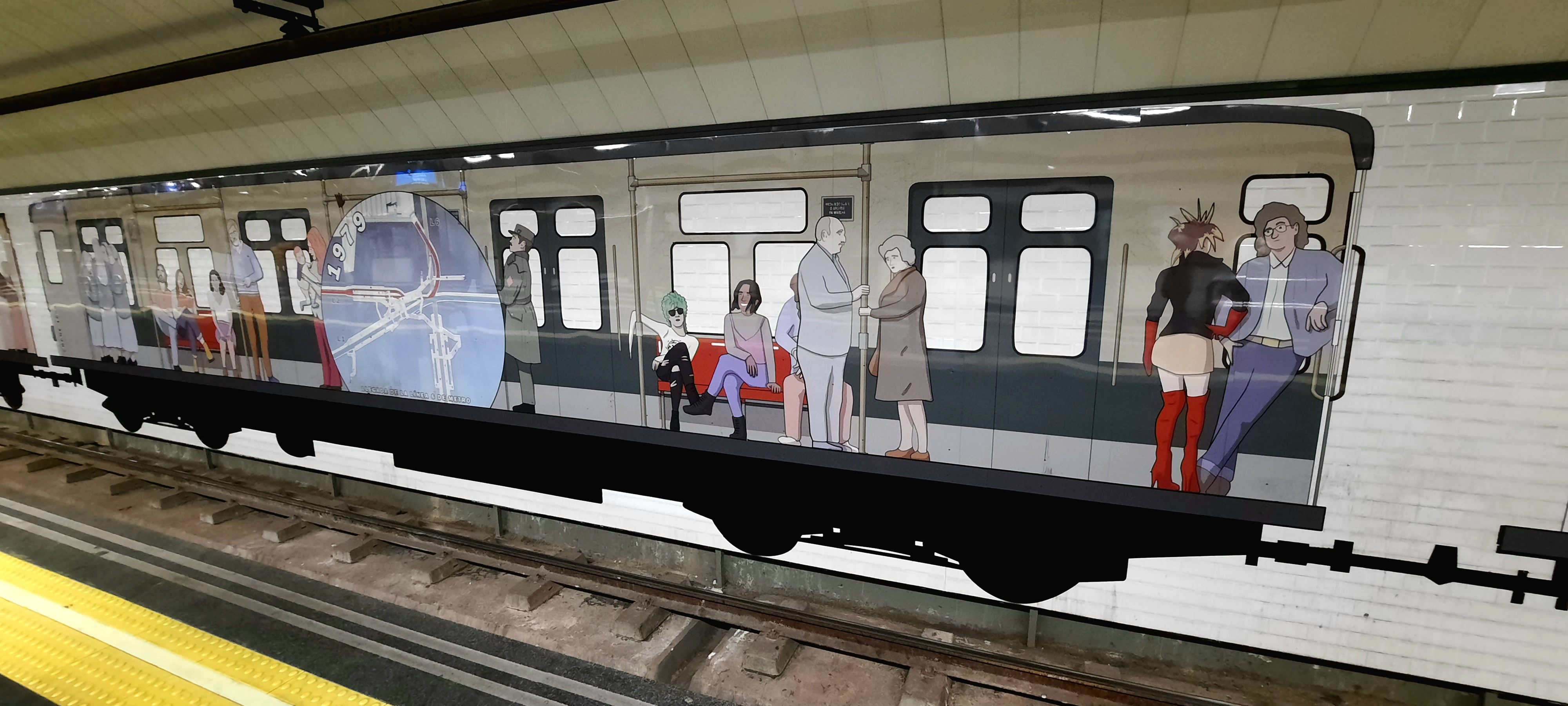
Mural del Vagón de la Serie 1000
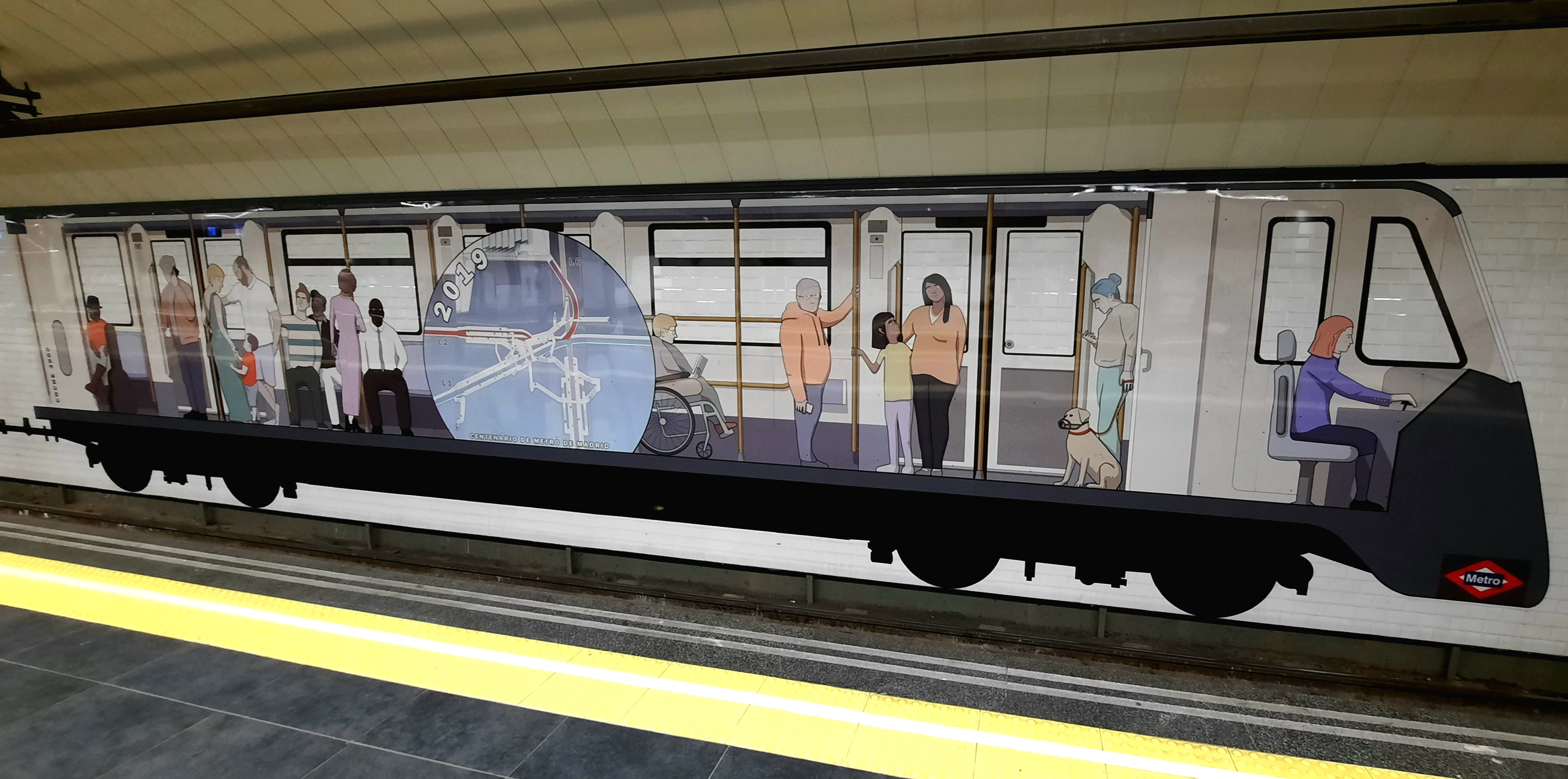
Mural del Vagón de la Serie 3000
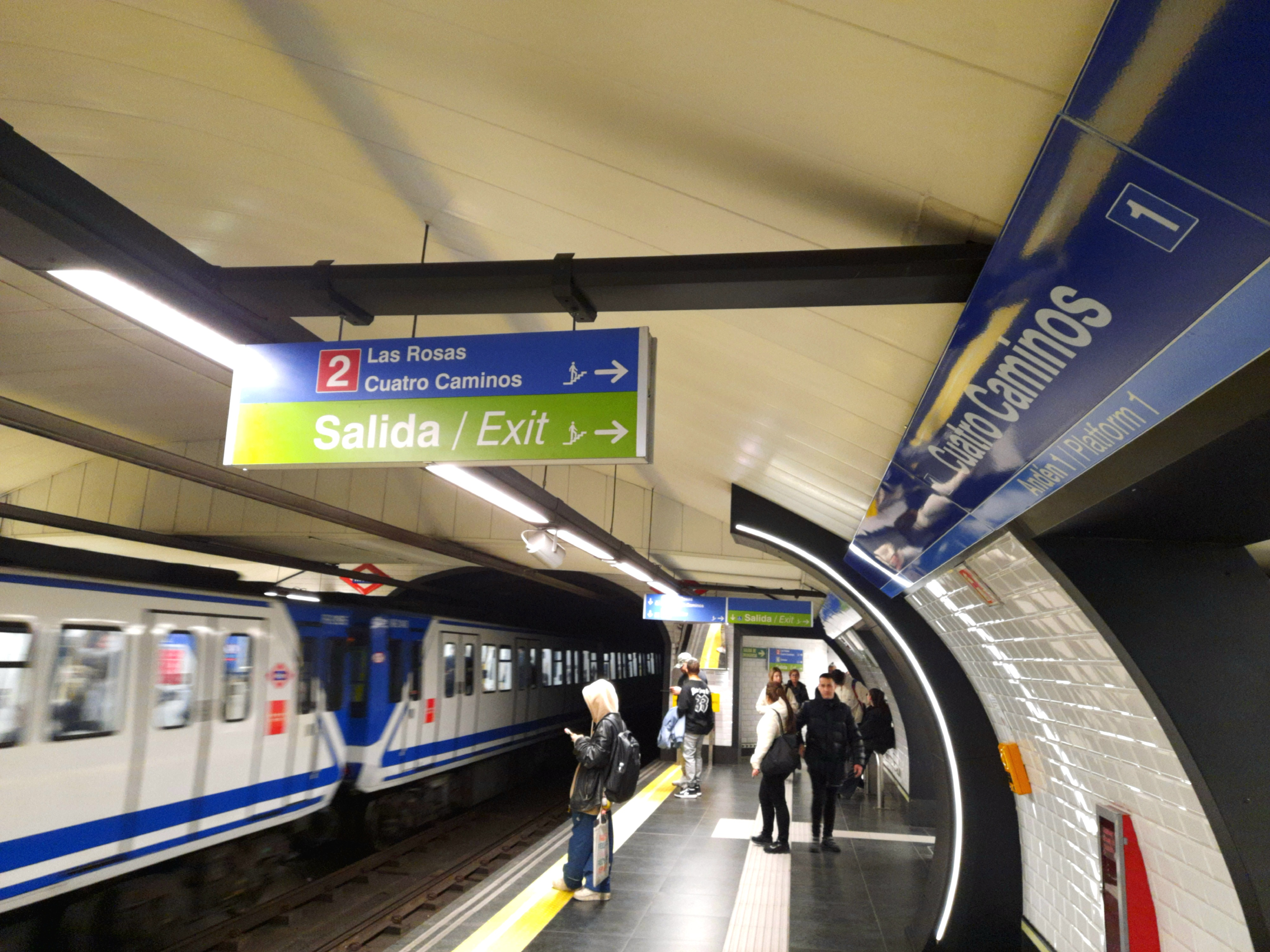
Andén de la Línea 1 en su estado actual.
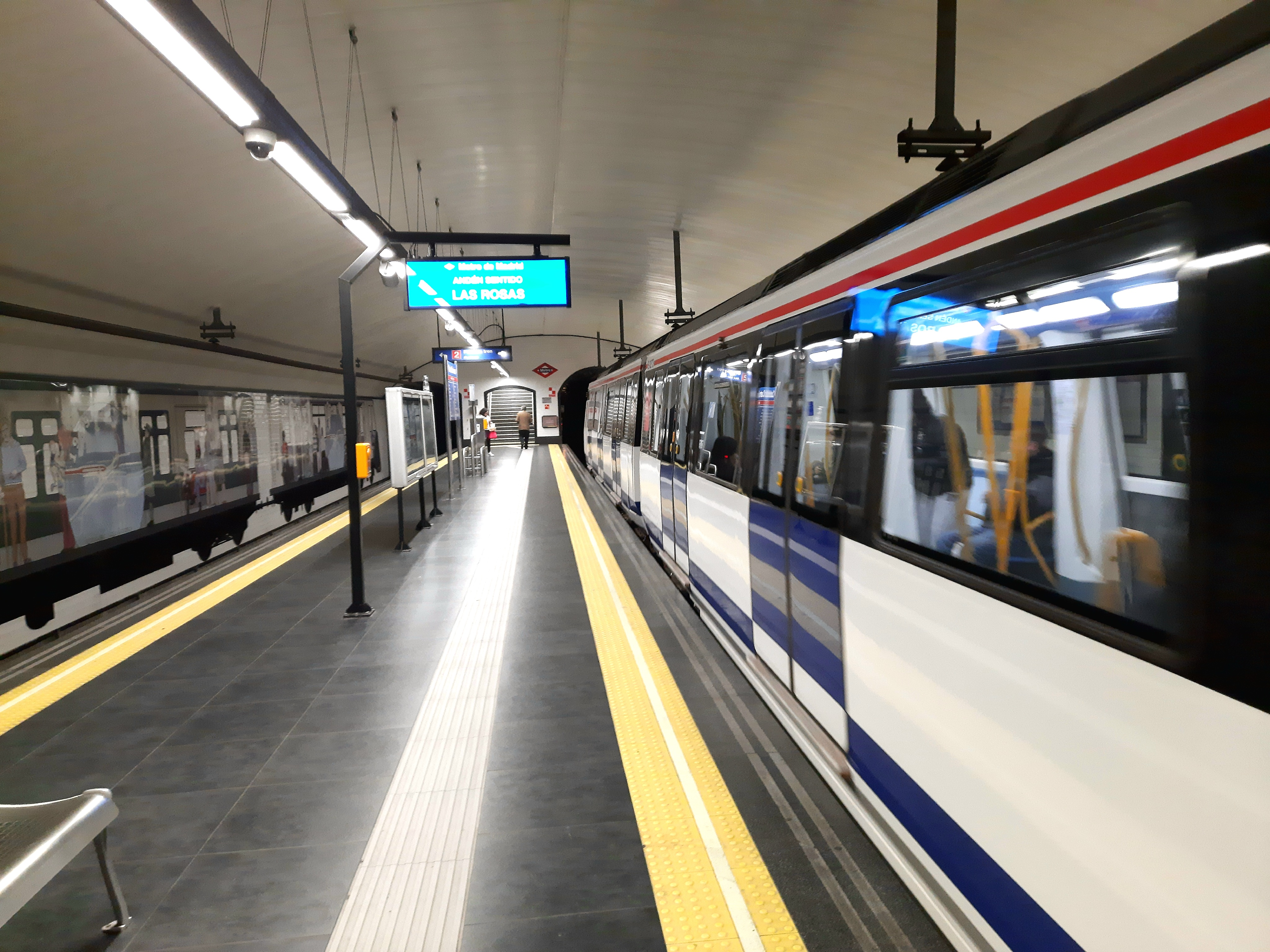
Andén central de la Línea 2 en su estado actual.
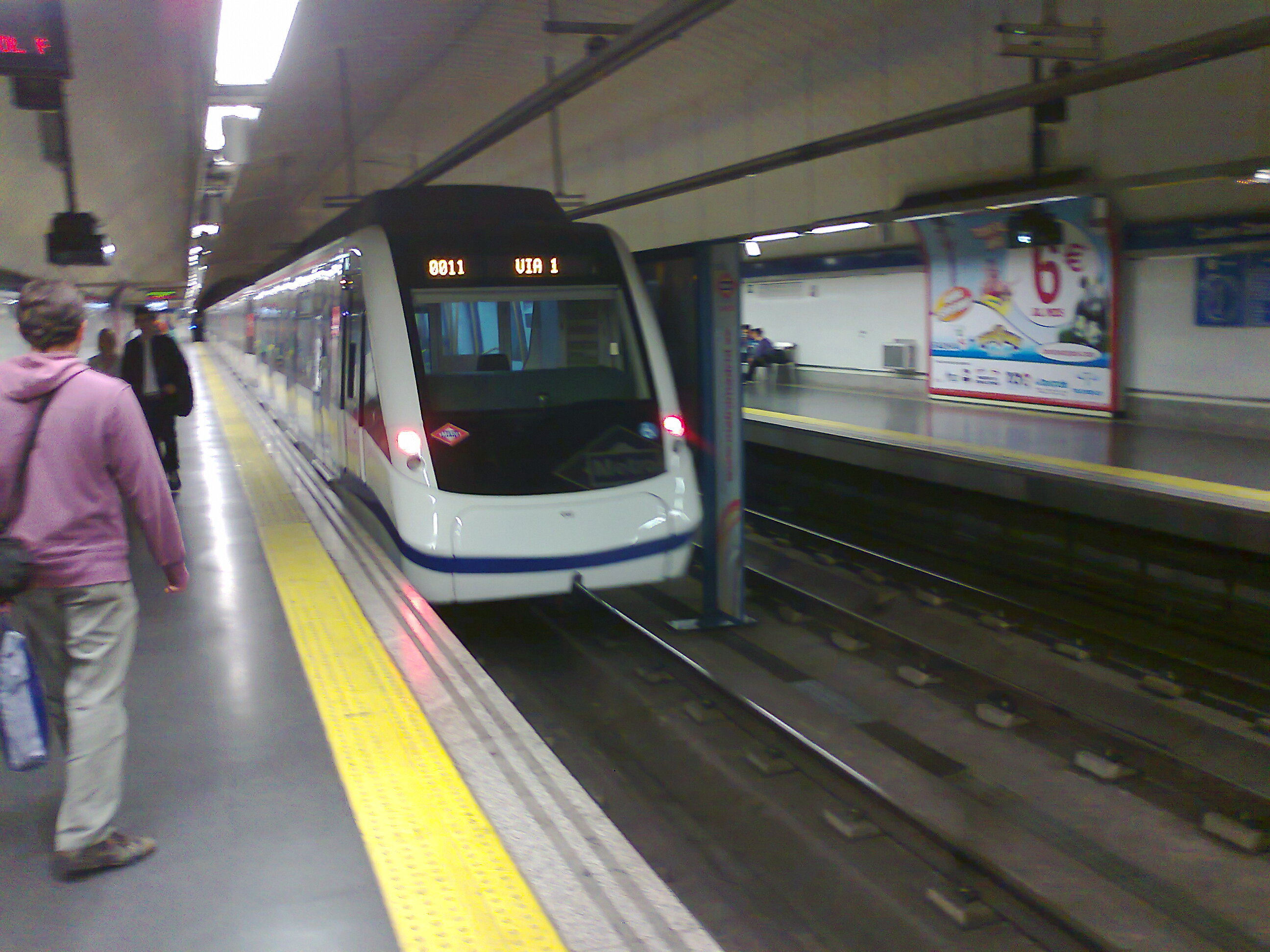
Tren de la Serie 8400 en línea 6